# Felix Bölte
Felix Bölte (* 4. August 1863 in Grevesmühlen; † 11. November 1943 in Frankfurt am Main) war ein deutscher Klassischer Philologe und Gymnasiallehrer.

## Leben und Werk
Felix Bölte, der Sohn des Rechtsanwalts und Notars August Wilhelm Bölte, besuchte das Gymnasium Fridericianum zu Schwerin und studierte ab 1881 Klassische Philologie an den Universitäten Leipzig und Bonn. Nach der Promotion bei Hermann Usener (23. Juli 1886) legte er am 18. Juni 1887 die Lehramtsprüfung in den Fächern Latein, Griechisch, Deutsch und Geschichte ab.
Zum 1. Oktober 1887 trat Bölte das Probejahr am Städtischen Gymnasium zu Frankfurt am Main an, wo er anschließend als wissenschaftlicher Hilfslehrer arbeitete. Von 1892 bis 1893 hielt er sich in London auf, um Englisch zu lernen. Nach seiner Rückkehr wechselte er an das Goethe-Gymnasium, das als Reformanstalt nach dem „Frankfurter Lehrplan“ aus dem Städtischen Gymnasium hervorgegangen war. Unter dem Rektor Karl Reinhardt unterrichtete Bölte dort Latein, Griechisch, Deutsch, Geschichte und Englisch, ab 1894 auch Turnen. 1895 wurde er als Oberlehrer fest angestellt.
Bölte blieb neben seiner Tätigkeit im Schuldienst wissenschaftlich tätig. Er beschäftigte sich vorwiegend mit den römischen Prosaschriftstellern. Daneben trat auch die griechische Landeskunde in seinen Gesichtskreis. Im Jahr 1903/1904 ermöglichte ihm ein halbes Reisestipendium des Deutschen Archäologischen Instituts für Gymnasiallehrer eine Studienreise nach Griechenland. Während dieser Reise führte er unter anderem gemeinsam mit dem Stipendiaten Georg Weicker eine Ausgrabung in Nisaia (Megaris) durch. Eine zweite Studienreise unternahm Bölte im Jahr 1909. Das Deutsche Archäologische Institut ernannte ihn 1913 zum korrespondierenden, 1914 zum ordentlichen Mitglied. Von 1916 bis 1920 war Bölte Rektor des Goethe-Gymnasiums. 1920 gab er das Rektorat ab, um wieder als Oberlehrer zu arbeiten. 1921 wurde er an der Universität Frankfurt zum Honorarprofessor für Klassische Philologie und Altertumswissenschaften ernannt. Von 1921 bis 1927 hielt er Vorlesungen über griechische Literatur, Landeskunde und Topografie. 1924 trat er als Lehrer in den vorzeitigen Ruhestand, 1928 in den ordentlichen Ruhestand.
Die Ergebnisse seiner Forschungsarbeit veröffentlichte Bölte hauptsächlich in kürzeren Beiträgen. Seine umfangreichste Publikation, eine Wortkunde zu Cäsars De bello Gallico, entstand im Zusammenhang mit seiner pädagogischen Arbeit. Außerdem verfasste Bölte ab ca. 1910 zahlreiche Artikel für Paulys Realencyclopädie der classischen Altertumswissenschaft.
Felix Böltes Nachlass ging an das Seminar für Alte Geschichte der Universität Frankfurt. Er enthält neben Böltes Privatbibliothek Tagebuchaufzeichnungen und Fotografien seiner Griechenlandreisen. Der Nachlass wird zurzeit von Jörn Kobes aufgearbeitet.

## Schriften (Auswahl)
- De artium scriptoribus Latinis quaestiones. C. Georgi, Bonn 1886 (Dissertation; Digitalisat).
- Grundlinien altgriechischer Landeskunde. In: Jahrbuch des Freien Deutschen Hochstifts. Jahrgang 1910, S. 216–240 (Digitalisat).
- Wortkunde zu Cäsars Commentarii belli Gallici I–VII. Weidmann, Berlin 1911. Zweite Auflage, Weidmann, Berlin 1915. Dritte Auflage, Weidmann, Berlin 1923